# Delwijnse Molen
De Delwijnse Molen was een poldermolen, formeel behorend tot Delwijnen, maar enkele kilometers ten noordwesten van deze plaats gelegen aan de Jan Stuversdreef 10, bij de Capreton en nabij het natuurgebied De Lieskampen.

## Geschiedenis
Deze molen is een van de zes rietgedekte achtkante poldermolens welke in 1740 in de Bommelerwaard werden gebouwd. Het waren schepradmolens. Zij brachten het overtollige water in de weteringen, zoals de Capreton. Toen een gemaal werd gebouwd, omstreeks 1850, werden de molens overbodig. Het bovenste deel van de Delwijnse Molen werd gesloopt en het benedenste deel werd in 1975 verbouwd tot woonhuis. In 2009 werd het molenrestant nog gerenoveerd.

## Bijzonderheden
De molen is voorzien van de tekst:
Het alleman van pas te maken
en van elk te zijn bemindt
zijn d'onmogelijkste zaken
die men op de werelt vind
daarom zoo wil ik trachten
om heel gezwind te zijn
ik maal bij dagen en bij nagten
tot welzijn van 't gemeyn
Ook is er een eerste steen van de molen.